# Турниевые
Турниевые (лат. Thurniaceae) — семейство растений, входящее в порядок Злакоцветные (Poales); включает в себя 4 вида в 2 родах, распространённых главным образом в тропических и субтропических районах Америки, Африки, Южной и Юго-Восточной Азии, Австралазии.

## Ботаническое описание
Представители рода — крупные многолетние корневищные травы высотой до 1 м.
Стебли — диаметром свыше 1 см; гладкие, толстые, трёх- или четырёхгранные.
Листья очерёдные, обычно только прикорневые, с короткими открытыми влагалищами. Листовые пластинки длинные, линейные, плоские или желобчатые, кожистые, шириной 1,5—3 см с гладкими или остро зубчатыми краями.
Цветки мелкие, невзрачные, обоеполые, собраны в 1—2 (или более) очень густые, крупные, шаровидные или продолговатые, диаметром до 6 см верхушечные головки, при основании которых находятся длинные, отклонённые вниз кроющие листья. Тычинок шесть, в двух кругах, свободные. Околоцветник состоит из шести расположенных в двух кругах свободных сегментов, остающихся при плодах.
Плод — локулицидная трёхгнёздная коробочка длиной до 1,5 см, с тремя веретеновидными шиповидно заострёнными на обоих концах семенами. Зародыш маленький, более или менее цилиндрический, окружённый обильным мучнистым крахмалистым эндоспермом.

## Классификация

### Таксономия
В системе APG II (2003) это семейство входит в порядок Злакоцветные (Poales) клады Commelinids класса Однодольные растения (Monocotyledones).
В системе APG (1998) входящие в это семейство роды были выделены в собственные семейства (Prioniaceae и Thurniaceae) и входили в порядок Злакоцветные (Poales).
Система Кронквиста (1981) поместила семейство Турниевые (Thurniaceae) в порядок Juncales подкласса Commelinidae класса Liliopsida.
Система Веттштейна (1935) поместила семейство Турниевые (Thurniaceae) в порядок Liliiflorae.

### Роды
По информации базы данных The Plant List (на июль 2016) семейство  включает 2 рода и 4 вида:
- Prionium E.Mey.
- Thurnia Hook.f. typus — Турния